# غيت (مسلسل هندي)
غيت (بالإنجليزية: geet)‏ مسلسل هندي درامي رومانسي عرض أول مرة في الهند يوم 5 أبريل 2010 على قناة ستار ون. بطولة كل من دراشتي دهامي وجورميت تشودهاري باللغة الهندية، وتوقف عرض المسلسل يوم 14 دجنبر 2011 عندما استبدلت قنات ستار وان بقناة لايف أوكي.

## القصة
تدور أحدات القصة عن فتاة بسيطة تدعى غيت هاندا والتي تقوم بدورها الممثلة دراشتي دهامي، تعيش وسط عائلة ملتزمة بالعادات والتقاليد، تزوجها عائلتها وهي عمرها 18سنة ولكن زوجها ديف كورانا يخدعها ويسرق كل أموالها بعد قضاء ليلة واحدة معها ووعدها بأنه سيأخذها إلى كندا في هذه الأثناء تحدث لقاءات بينها وبين مان سينغ كورانا والذي يقوم بدوره الممثل جورميت تشودهاري بعد سفر زوجها تكتشف أنها حامل منه تقرر عائلتها تنزيل طفلها باعتباره وصمة عار عليهم ترفض قرارهم وتقرر الهرب يلحقها أخوها برينج من أجل قتلها حينها ينقذها مان سينغ، بعد أن انقذها يدخل اخوها (برينج) السجن وتقطع علاقتها بعائلتها، ثم تسافر إلى دلهي من أجل البحث عن ديف بعد سفرها تتوظف في شركة {مان سينغ المعروف بصرامته الشديدة وكرهه للكذب والخداع هناك تتعرف على ساشا وتاشا اللتان تتسببان( لغيت ) با المشاكل من أجل ان تطرد . ولكن ادي وبنكي يساعدانها دائما...وبعد العديد من الشجارات مع مان سينغ يصبحان يحبان بعضهما.بعدها تقرر غيت إخبار مان سينغ بحقيقة حملها والخداع الذي تعرضت له يقرر مان سينغ إيجاد الذي خدعها ويطلب منها الزواج منه وفي يوم خطبتهما تعرف ٱن الشخص الذي خدعها هو نفسه أخ مان سينغ كورانا الصغير تترك الخطبة ويتعرض مان سينغ إلى حادث في هذه الأثناء تقرر غيت إخبار الجميع بخداع ديف كورانا بعد أن عرفت (ساشا) بحمل غيت...تحاول غيت إيجاد مان با الرغم من محاولات ناينتارا التفريق بينهما تجده. يخرج مان من المشفى ويعرف أن أخاه الصغير ديف كورانا هو الذي خدعها يدخله السجن ويقرر الزواج من غيت يحصل سوء تفاهم بينها وبين مان يفترق الحبيبان وبعد فترة الفراق يعودان إلى بعضهما. يموت ابن ديف وغيت بعد سقوط غيت من الدرج تتعرض غيت لصدمة ولكن ينجح مان في إخراجها من الصدمة.وفي يوم زواجها هي ومان يقوم أخوها برينج بمحاولة قتلها.ولكنه يفشل في ذلك.بعد زواجها من مان سينغ تختطف غيت من طرف شخص يدعى فيكرام.ينقذها مان سينغ منه بعد فترة تكتشف غيت ٱنها حامل من مان تلد غيت وتنجب صبيا ويعيش الحبيبان بسعادة.

## روابط خارجية
- غيت على موقع IMDb (الإنجليزية)
- غيت على موقع كينوبويسك (الروسية)
- غيت على موقع قاعدة بيانات الفيلم (الإنجليزية)